# Opius hardmanni
Opius hardmanni är en stekelart som beskrevs av Fischer 1964. Opius hardmanni ingår i släktet Opius och familjen bracksteklar. Inga underarter finns listade i Catalogue of Life.